# Bibliothèque universitaire de Ningbo
 (février 2018).
Si vous disposez d'ouvrages ou d'articles de référence ou si vous connaissez des sites web de qualité traitant du thème abordé ici, merci de compléter l'article en donnant les références utiles à sa vérifiabilité et en les liant à la section « Notes et références ».
La bibliothèque du parc universitaire de Ningbo (à ne pas confondre avec la bibliothèque universitaire de Ningbo), est l'un des huit projets culturels de Ningbo. 

## Description
Elle fournit aux professeurs et aux étudiants de l'Université publique de Ningbo des services d'information et de la culture et des loisirs. 
Elle se situe à Ningbo dans le parc universitaire. Il s'agit de la plus haute et la plus grande bibliothèque du Zhejiang. La bibliothèque a bénéficié de 120 millions de RMB investis en livres. La zone de construction offre une superficie totales de 29 278 mètres carrés. 

## Fonctions
La bibliothèque Ningbo University Park est ouverte 13 heures par jour, elle est fréquentée par une moyenne quotidienne de 2 000 à 4 000 personnes. Elle dispose de plus de 200 000 sortes de livres, de 3 000 périodiques, 200 journaux... 3 000 sièges sont disponibles, 150 ordinateurs sont disponibles pour les lecteurs.
Au premier étage se trouvent :
- La littérature en Braille ;
- reliure spirale de livres anciens ;
- auditorium de 280 places ;
- espace Multimédia audio-visuels équipée de 24 téléviseurs et lecteurs de DVD de films chinois et étranger et des séries TV.

Par ailleurs, le premier étage dispose de salles et d'équipement sportifs et de loisirs.
Le deuxième étage fournit les journaux chinois et les livres d'art chinois. Le troisième  étage fournit les livres chinois des sciences sociales. Le quatrième étage fournit les livres de science chinoise et les livres de technologie et le cinquième étage dispose de salons de lecture et d'un espace de Littérature étrangère.
La bibliothèque Ningbo University Park est une bibliothèque numérique en tant que membre du réseau contacts Network Information 1200. 150 ordinateurs sont mis à disposition des lecteurs pour les utiliser. La carte de bibliothèque offre 30 heures par mois d'accès gratuit à Internet.
Le site de la bibliothèque Ningbo University Park permet de télécharger à distance des services et des ressources numériques. Elle permet d'accéder aux services suivants :
- Voir les livres
- Désignation, renouvellement
- One-stop de recherche (aussi longtemps que l'on peut voir tous à la recherche de bases de données)
- Lecture des e-livres, les revues électroniques, le papier électronique
- Dictionnaire électronique
- En ligne de classe en ligne
- Téléchargez le CD avec le livre

La bibliothèque met à disposition par internet les contenus suivants :
- Version Internet de Wen Yuan Ge Si Ku Quan Shu (Chine uniquement)
- CNKI  CNKI (revues, diplômes, conférences, journaux)
- Superstar des e-books
- Guoyan
- Dictionnaire en ligne
- Titre du mémoire de base de données chinoise
- Articles Documents de la Conférence en Chine
- Articles Bibliothèque Chine scientifiques et les réalisations technologiques
- Articles par les normes internationales de bases de données
- Longyuan réseau de revues électroniques
- Test d'anglais du Collège système de simulation
- Chinoise Parti et du gouvernement du Réseau de l'information

## Évaluation

### Développement de solutions novatrices
La bibliothèque de Ningbo University Park est en étroite communication avec la Bibliothèque nationale, l'Académie chinoise des Sciences Library, la bibliothèque de Shanghai, Zhejiang Bibliothèque. Le président Colin Campbell de l'Université de Nottinghaml'évalue comme une bibliothèque de classe mondiale.

### Défauts
L'Université de Ningbo Parc Bibliothèque est de loin la meilleure bibliothèque de Ningbo, mais elle connaît des lacunes et insuffisances.
Elle est créée en 2003 avec peu de livres traditionnels sur papier imprimé. Actuellement, le nombre de livres imprimés traditionnels sur papier augmente à un rythme annuel d'environ 100 000.
La bibliothèque de Ningbo University Park est géographiquement isolée, elle est loin du centre ville de Ningbo.